# Fimbriaphyllia paraancora
Fimbriaphyllia paraancora ist eine Steinkoralle (Scleractinia) aus dem Indopazifik. Verbreitungsschwerpunkt sind die Korallenriffe Indonesiens, der Philippinen, der Nordküste Neuguineas, der Marianen, der Karolinen, Vanuatus und Neukaledoniens.
Im Deutschen wird Fimbriaphyllia paraancora und die verwandte Fimbriaphyllia ancora wegen der Form ihrer Tentakel Hammerkoralle genannt. Die Tentakel der relativ großen Polypen sind T-förmig, wobei der obere Teil meist von hellerer Farbe ist als die Basis der Tentakel, oder leuchtend grün fluoresziert.
In der Natur lebt Fimbriaphyllia paraancora sowohl im flachen Wasser von zum Teil trüben Lagunen, am Riffdach als auch in tieferen Bereichen der Riffhänge, wo sie oft dominieren. Die Kolonien erreichen Durchmesser von 60 bis 120 Zentimeter.
Im Korallenriffaquarium ist Fimbriaphyllia paraancora gut haltbar. Da sie stark nesselt sollte sie einen ausreichenden Abstand zu anderen sessilen Tieren haben.